# Raymond Poincaré

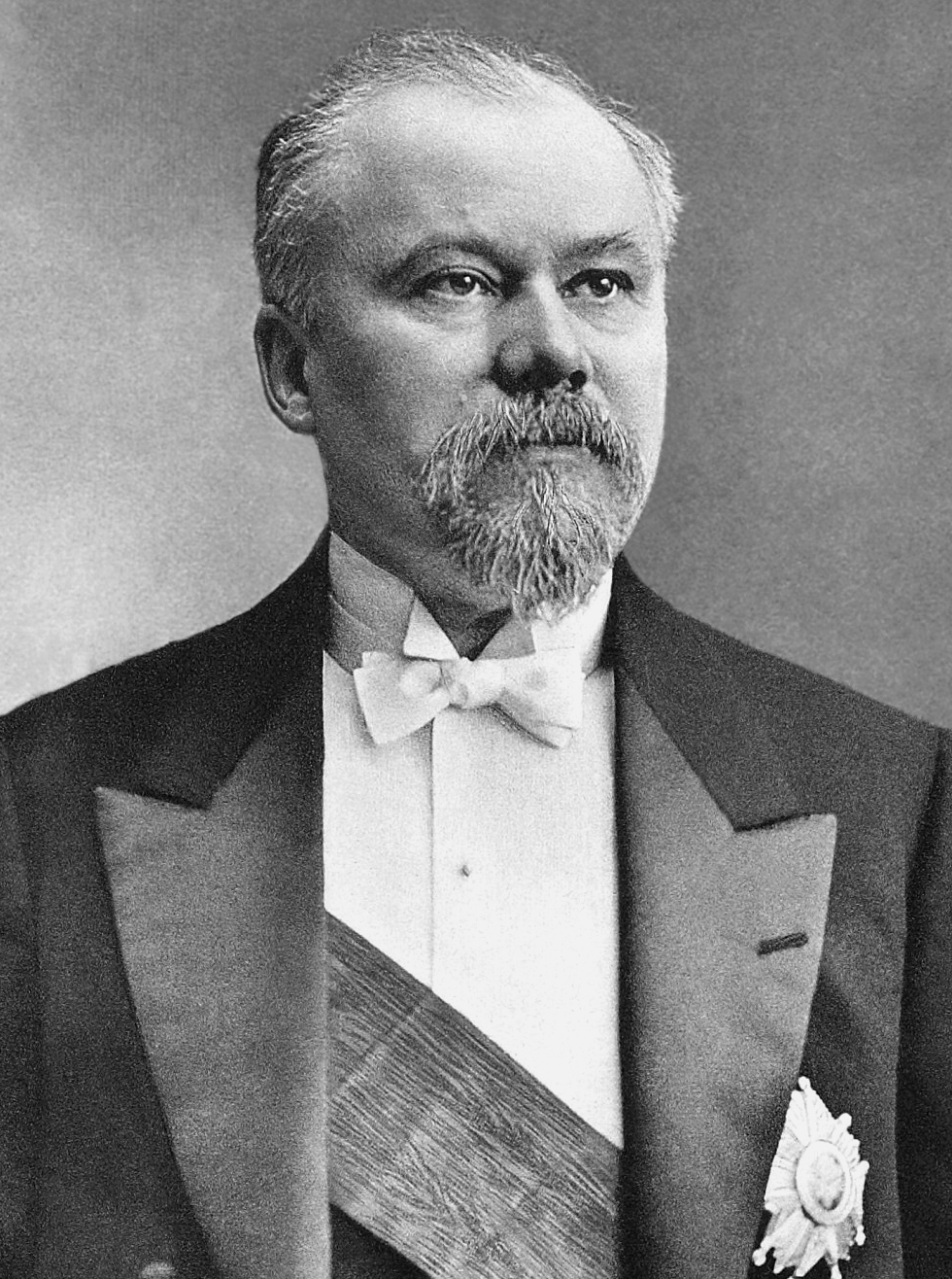
Raymond Poincaré als Staatspräsident (1913)

Raymond Poincaré (* 20. August 1860 in Bar-le-Duc, Département Meuse; † 15. Oktober 1934 in Paris) war ein französischer Politiker in der Dritten Republik (ARD). Er war mehrmals Ministerpräsident und vom 18. Februar 1913 bis 17. Februar 1920 Staatspräsident. Er war ein Cousin des Mathematikers Henri Poincaré. Seine Rolle im Vorfeld des Ersten Weltkriegs ist umstritten.

## Leben

### Jugend und Studium
Kurz vor Poincarés zehntem Geburtstag wurde seine Heimatstadt Bar-le-Duc während des Deutsch-Französischen Krieges von deutschen Truppen überrollt. Seine Mutter floh mit den Kindern nach Dieppe, wo sie mehr als zwei Monate in wechselnden Hotels unterkamen. Als sie zurückkehrten, musste sich die Familie in ein Obergeschoss ihres Hauses zurückziehen, weil deutsche Truppen ins Erdgeschoss einquartiert worden waren, einschließlich Poincarés Kinderzimmer. Sie räumten das Haus erst nach drei Jahren, als Frankreich die ihm auferlegten Reparationen bezahlt hatte. 

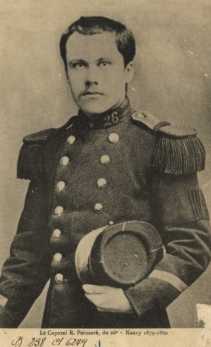
Poincaré als Wehrpflichtiger

Diese Erfahrung trug früh dazu bei, Poincarés antideutsches Ressentiment zu fördern. 1874 notierte der Vierzehnjährige in sein Tagebuch den festen Willen, Deutsch zu lernen: „Wenn ich jemals, […] gegen die Deutschen in ihrem Land kämpfe, muss ich ihnen sagen können: ‚Ihr seid meine Gefangenen!‘“ Nach seinem Militärdienst 1879–1880 studierte er an der Sorbonne, wurde 1881 Mitglied der Pariser Anwaltskammer und 1882 Doktor der Rechtswissenschaften.

### Politiker

#### Vor dem Ersten Weltkrieg
Nachdem er 1886 Kabinettschef bei Landwirtschaftsminister Jules Develle geworden war, wurde Poincaré 1887 für das Département Meuse in die Abgeordnetenkammer gewählt und profilierte sich in den Jahren von 1890 bis 1892 vor allem als Wirtschaftsexperte bei den Etatberatungen. Dabei tat er sich durch sein Vermittlungsgeschick hervor, das den Ausgleich politisch-konträrer Positionen anstrebte. Er galt zu dieser Zeit als versiert, konziliant und gemäßigt.
Im Jahre 1893 wurde Poincaré Sprecher des Haushaltsausschusses. Vom 4. April bis 3. Dezember 1893 war er Minister für Bildung, Kunst und Religion im ersten Kabinett Charles Dupuy. Von Mai 1894 bis Januar 1895 war er Finanzminister und anschließend wieder Unterrichtsminister im Kabinett Alexandre Ribot. In dieser Funktion vertrat er den Staat beim Streit mit der katholischen Kirche um das französische Schulsystem und den Laizismus allgemein. Er wollte eine neutrale Schule, in der bei den Kindern, statt sie klerikal zu prägen, eher die Vaterlandsliebe geweckt werden sollte. 1895 schied er nach einer Wahlniederlage vorübergehend aus der Politik aus und eröffnete eine erfolgreiche Anwaltskanzlei.
In der Dreyfus-Affäre (1894–1906) verhielt Poincaré sich zunächst neutral und schlug sich schließlich auf die Seite der Dreyfus-Unterstützer, geleitet vor allem aus juristischen Erwägungen. Der Linken näherte er sich allerdings nicht an; deren antiklerikaler Politik verweigerte er seine Zustimmung.
1903 zog er als Abgeordneter des Départements Meuse in den Senat ein und setzte seine politische Laufbahn fort. Er war Finanzminister im Kabinett Ferdinand Sarrien (14. März bis 25. Oktober 1906). Seit 1909 war er Mitglied der Académie française. Ab 1911 setzte er auf eine betont nationale Haltung. Nachdem das Kabinett Caillaux wegen seiner Politik in der Zweiten Marokkokrise gestürzt worden – man warf dem Radikalsozialisten Joseph Caillaux Deutschfreundlichkeit vor –, wurde Poincaré am 14. Januar 1912 Ministerpräsident und zugleich Außenminister in seinem ersten Kabinett. Er stärkte die Triple Entente und betrieb allgemein eine Aufrüstungspolitik. Das Verhältnis zwischen Armee und Bevölkerung, das nicht zum Besten stand, bemühte er sich zu verbessern. Am 27. Januar 1913 wurde er, gestützt auf ein Mitte-Rechts-Bündnis, zum Staatspräsident gewählt (im Amt bis Februar 1920). Die kirchliche Heirat mit seiner Ehefrau Henriette (1858–1943) am 5. Mai 1913 (standesamtlich hatten die beiden bereits 1904 geheiratet) erregte trotz Geheimhaltung Aufsehen unter den antiklerikalen Republikanern, die nach der Trennung von Kirche und Staat erwarteten, dass ein hoher Amtsträger der Republik auf den Segen der katholischen Kirche verzichtete.

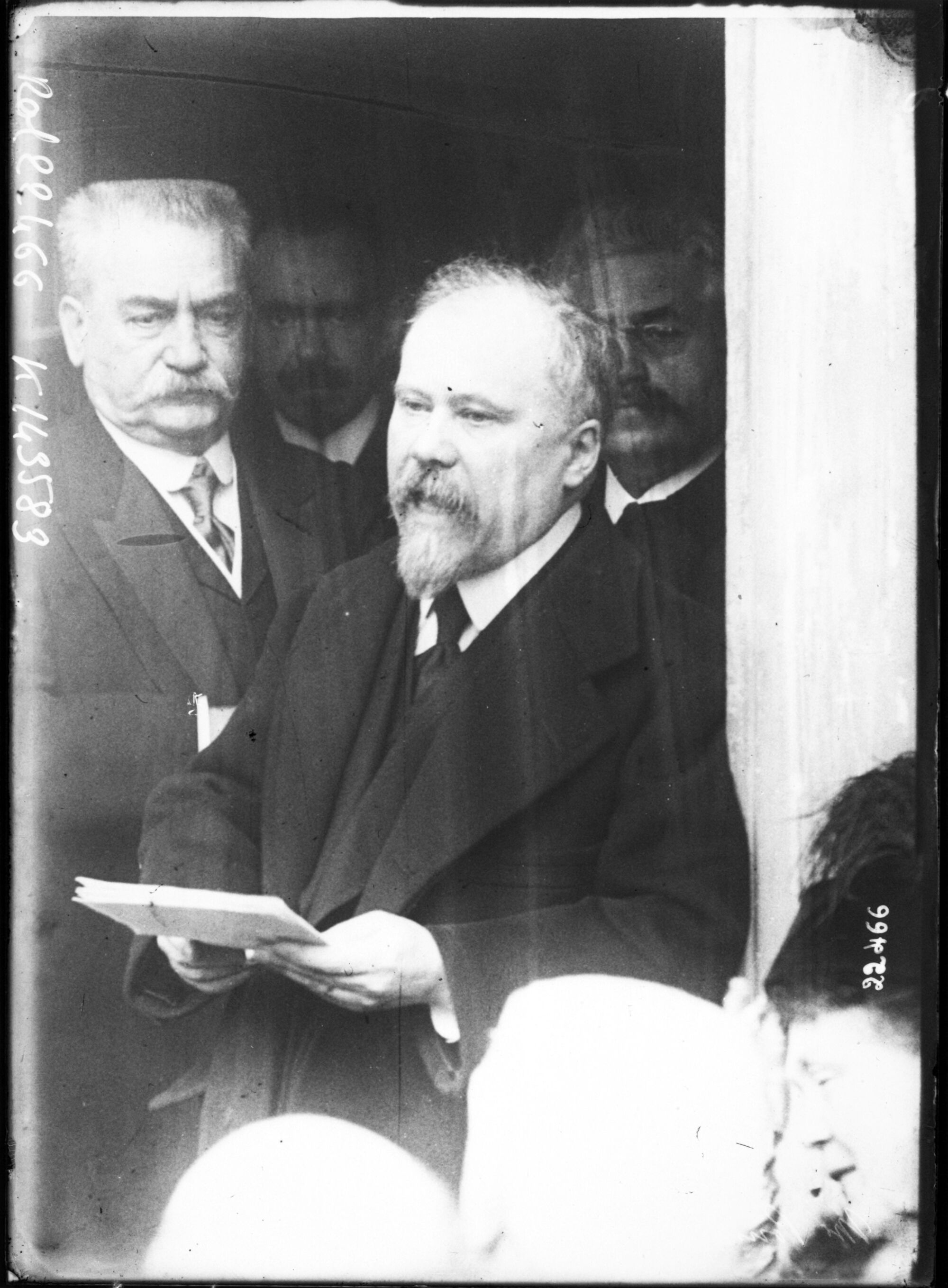
Raymond Poincaré (1912)

Poincaré Amtsvorgänger Armand Fallières und Émile Loubet, hatten sich mit Zusagen für den Bündnisfall gegenüber Russland zurückgehalten. So hatte es Präsident Fallières in der bosnischen Annexionskrise 1908/09 abgelehnt, Russland gegenüber Deutschland und Österreich-Ungarn zu unterstützen und erklärt: Frankreich würde seine Bündnisverpflichtung nur dann erfüllen, wenn lebenswichtige Interessen Frankreichs und Russlands bedroht seien. Poincaré änderte das. Als Gegner jeglicher Verständigung mit Deutschland lehnte er die Vorschläge von Caillaux ab, ein Bündnis mit dem Deutschen Reich einzugehen.
Stattdessen machte er sein Interesse deutlich, die Beziehungen zu Russland zu verbessern. In Vorbereitung auf seinen Staatsbesuch in Russland im August 1912 machte er gegenüber dem russischen Botschafter in Paris, Iswolski, deutlich, dass der Bündnisfall für Frankreich bereits gegeben sei, wenn es zwischen Russland und Österreich-Ungarn zu einem Krieg käme, wodurch auch Deutschland betroffen würde. Deutschland hatte Österreich-Ungarn gemäß dem Vertrag von 1879 nur für einen Fall militärische Unterstützung zugesichert: falls Russland die Donau-Monarchie angriffe. Poincaré hatte damit den Bündnisfall für Frankreich erweitert, da seine Zusage über die bestehende Militärkonvention von 1892/94 hinausging.
Im Ersten Balkankrieg, bekräftigte Poincaré im September 1912 seine Zusage an das russische Zarenreich. Während der Krise um die Einsetzung von Otto Liman von Sanders durch das osmanische Reich im selben Jahr erklärte er, dass er einen Krieg in den nächsten zwei Jahren erwarte und alles dafür tun werde, um Frankreich darauf vorzubereiten. Somit hatte Poincaré den Schwerpunkt der französischen Außenpolitik in Richtung auf die Vorbereitung eines Krieges verschoben.
Als Staatspräsident setzte Poincaré im Juli 1913 die Verlängerung des Militärdienstes auf drei Jahre durch, um das Land für einen Krieg gegen Deutschland vorzubereiten, der ihm durch die Marokkokrisen und die Balkankriege immer wahrscheinlicher zu werden schien. Gegen die Dienstverlängerung kam es zu Massendemonstrationen von Radikalsozialisten und SFIO, doch Poincaré gelang es, dem Protest die Spitze zu nehmen, indem er den Sozialisten René Viviani zum Ministerpräsidenten machte.

#### Julikrise und Erster Weltkrieg
Während der Julikrise 1914, als er mit Viviani zusammen vom 13. bis zum 23. Juli zum Staatsbesuch in Sankt Petersburg weilten, gab Poincaré seinen russischen Gastgebern eine „feierliche Bestätigung der Verpflichtungen, die aus dem Bündnis für beide Länder hervorgingen“. Dieser Blankoscheck, ganz ähnlich dem, den die Deutschen gleichzeitig Österreich-Ungarn ausstellten, stärkte Russland den Rücken, das dadurch keinen Anlass mehr sah, gegenüber der Bedrohung Serbiens vorsichtiger zu agieren.
Am 25. Juli beschloss der russische Ministerrat, unter Vorsitz des Zaren, die sogenannte Kriegsvorbereitungsperiode, die am Folgetag begann und sämtliche europäische Distrikte Russlands betraf, also auch diejenigen, die an das Deutsche Reich grenzten.
Da Poincaré seine Aufzeichnungen später überarbeitete und Passagen entfernte, fehlen der historischen Forschung verlässliche Quellen von der Sitzung des französischen Ministerrats vom 29. Juli 1914. Der damalige französische Innenminister Maly äußerte später, das seitens des Ministerrats die russische Teilmobilmachung ausdrücklich gebilligt wurde.
Eine Woche nach Poincarés Russlandbesuch erklärte Zar Nikolaus II. die russische Generalmobilmachung, die die Kriegserklärung Deutschlands nach sich zog.
Nach Beginn des Ersten Weltkrieges sprach sich Poincaré entschieden für eine Fortsetzung des Krieges bis zum Sieg aus und forderte die Union sacrée, das Gegenstück zum deutschen Burgfrieden. Sein schärfster politischer Gegner war Georges Clemenceau, den Poincaré dennoch 1917 zum Ministerpräsidenten berief, um die „Union sacrée“, die „geheiligte Einheit“ unter den französischen Parteien, und damit die Kriegsfähigkeit Frankreichs zu sichern. Bis Kriegsende 1918 hatte Clemenceau Poincaré als wichtigsten Entscheidungsträger der französischen Politik verdrängt. In der Folge blieben Poincarés Vorstellungen und Bedenken ungehört. So stand er in der Frage der Rheingrenze entschieden nicht auf der Seite Clemenceaus, doch auf die Verhandlungen, die zum Friedensvertrag von Versailles führten, konnte der Staatspräsident keinen Einfluss nehmen.
1919 wurde Poincaré in die American Academy of Arts and Sciences gewählt.

#### Nach dem Ersten Weltkrieg
Nach Ende seiner Amtszeit als Staatspräsident verzichtete Poincaré auf eine zweite Amtszeit, um sich wieder aktiv in die Politik einzumischen. Zunächst leitete er die neugebildete alliierte Reparationskommission, trat aber bereits nach einem Monat zurück, weil die Vereinigten Staaten den Versailler Vertrag nicht ratifiziert hatten. Von nun an war Poincaré überzeugt, dass sich Frankreich nicht auf seine Verbündeten verlassen konnte, um Sicherheit vor Deutschland zu erhalten.

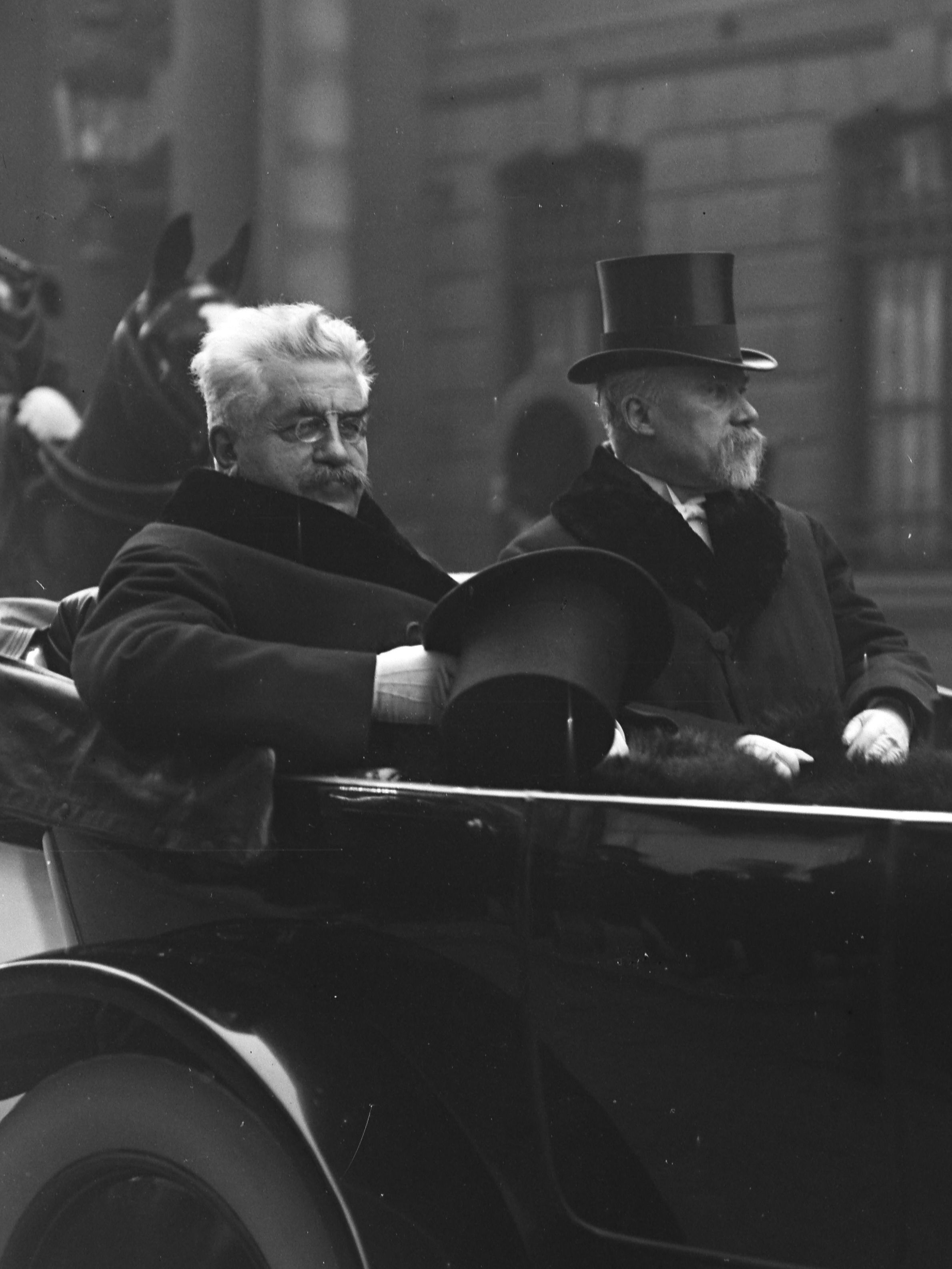
Poincaré mit Staatspräsident Alexandre Millerand (links) (1923)

Am 15. Januar 1922 wurde er erneut Ministerpräsident und verfolgte mit seinem Mitte-rechts-Kabinett eine strikt antideutsche Politik. In seiner Regierungserklärung nannte er am 19. Januar die Reparationen als das alles andere dominierende Problem: Es wäre die allergrößte Ungerechtigkeit, wenn Frankreich die Zerstörungen des Weltkriegs auf eigene Kosten beheben müsste. Sein Kabinett habe daher „keinen anderen Ehrgeiz, als in enger Zusammenarbeit mit dem Parlament die Einhaltung der Verträge zu gewährleisten, die die Bedingungen des Friedens festgelegt haben“. Daraufhin sprachen ihm 439 der 519 Abgeordneten das Vertrauen aus.
Frankreichs wirtschaftliche und finanzielle Lage war infolge der Kriegskosten stark angespannt. Da der französische Haushalt in der Hoffnung auf die deutschen Reparationen nicht ausgeglichen wurde, die Weimarer Republik diese aber in unzureichender Höhe oder gar nicht zahlte, entschloss sich Poincaré Anfang 1923 zu einer Politik der „produktiven Pfänder“: Nachdem die Reparationskommission erklärt hatte, dass das Deutsche Reich bei der Lieferung von Holz und Kohle im Rückstand war, besetzten französische und belgische Truppen am 11. Januar 1923 das Ruhrgebiet. Vor der Abgeordnetenkammer erklärte Poincaré am selben Tag:

„Wir gehen nur auf die Suche nach Kohle, das ist alles; wenn sich bei dieser Suche morgen oder auch später eine Gelegenheit ergeben sollte, mit einem verträglicher gewordenen Deutschland oder mit weniger anspruchsvollen Industriellen zu reden, werden wir dem Gespräch nicht ausweichen.“

Die deutsche Bevölkerung leistete zwar passiven Widerstand, der aber über die Notenpresse finanziert wurde: Aufgrund der dadurch ausgelösten Hyperinflation musste ihn die Reichsregierung am 26. September 1923 abbrechen. Obwohl Poincaré die Schlacht damit gewonnen hatte, verweigerte er jegliche Verhandlung mit Reichskanzler Gustav Stresemann. Einige Historiker vermuten, dass Poincaré über seine reparationspolitischen noch weitere Ziele verfolgte, nämlich einen Zerfall des Deutschen Reichs. Am 21. Oktober hatten Separatisten in Koblenz eine Rheinische Republik ausgerufen, die vom Kommandeur der französischen Besatzungstruppen im Rheinland Paul Tirard kurz darauf anerkannt worden war.
Nur wenige Tage später willigte Poincaré am 25. Oktober 1923 aber ein, die deutsche Zahlungsfähigkeit von einer Kommission aus internationalen Experten prüfen zu lassen, wie es der amerikanische Präsident Calvin Coolidge vorgeschlagen hatte. Damals hatte Poincaré eine solche Internationalisierung der Reparationsfrage abgelehnt. Der französische Historiker Jean-Michel Guieu glaubt, dieser Sinneswandel lasse sich durch die Position der Stärke erklären, die Poincaré im Herbst erlangt hatte. Andere wie der französische Historiker Jacques Bariéty glauben dagegen, dass Poincaré aus Schwäche nachgab: In den angelsächsischen Mächten war man von Poincarés Vorgehen abgestoßen – der britische Außenminister Lord Curzon sprach von ihm als einem „horrid little man“ – und setzte Frankreich unter Druck: Da das Land durch den immer noch nicht ausgeglichenen Haushalt in eine Finanzkrise geraten war und der Franc auf den internationalen Finanzmärkten deutlich an Wert verlor, brauchte es Kapitalimport. Der war nur von den Banken der Wall Street und der Londoner City zu bekommen, doch die wollten nur mit Einverständnis ihrer Regierungen in Frankreich investieren. Demnach hätte Poincaré also der Einsetzung der Expertenkommission zugestimmt, um Frankreich nicht von der Kreditversorgung aus den USA und aus Großbritannien abzuschneiden. Der britische Historiker John Keiger sieht den Grund in einer Kombination aus finanziellem Druck, der Aussicht, dass Deutschland im Falle eines Zusammenbruchs gar keine Reparationen würde zahlen können, und innenpolitische Rücksichtnahmen angesichts der im Mai bevorstehenden Wahlen.
Im Januar 1924 begann Poincaré mit einer unpopulären Haushaltssanierung, um die beginnende Inflation in den Griff zu bekommen. Zu diesem Zweck wollte er auch die Beamtenpensionen kürzen, doch verlor er am 26. März 1924 die Abstimmung darüber in der Abegordnetenkammer. Seine Regierung trat zurück, und Poincaré bildete ein neues, sein nunmehr drittes Kabinett. Die Wahlen zur Abgeordnetenkammer am 11. und 25. Mai 1924 ging für Poincarés Regierung verloren. Das Cartel des gauches, das nur eine linke Regierung unter Édouard Herriot bildete, scheiterte aber nach nur zwei Jahren an der Finanzkrise, die sich im Lauf der Zeit noch verschärft hatte.
1926 wurde Poincaré Ministerpräsident einer Regierung der nationalen Einheit, in der alle bürgerlichen Parteien von den Radikalsozialisten bis zur nationalkonservativen Fédération républicaine vertreten waren. Poincaré übernahm zusätzlich das Amt des Finanzministers und begann eine strikte Austeritätspolitik. Dadurch und eine Abwertung des Franc gelang es ihm, die Währung als Franc Poincaré wieder ans Gold zu binden: Die Finanzkrise war beendet. Dieser Erfolg zahlte sich aus in den Wahlen vom 22. und 29. April, die als regelrechtes „Plebiszit zugunsten Poincarés“ bezeichnet werden. Im Kabinett Poincaré V, das im November 1928 gebildet wurde, waren die Radikalsozialisten nicht mehr vertreten.

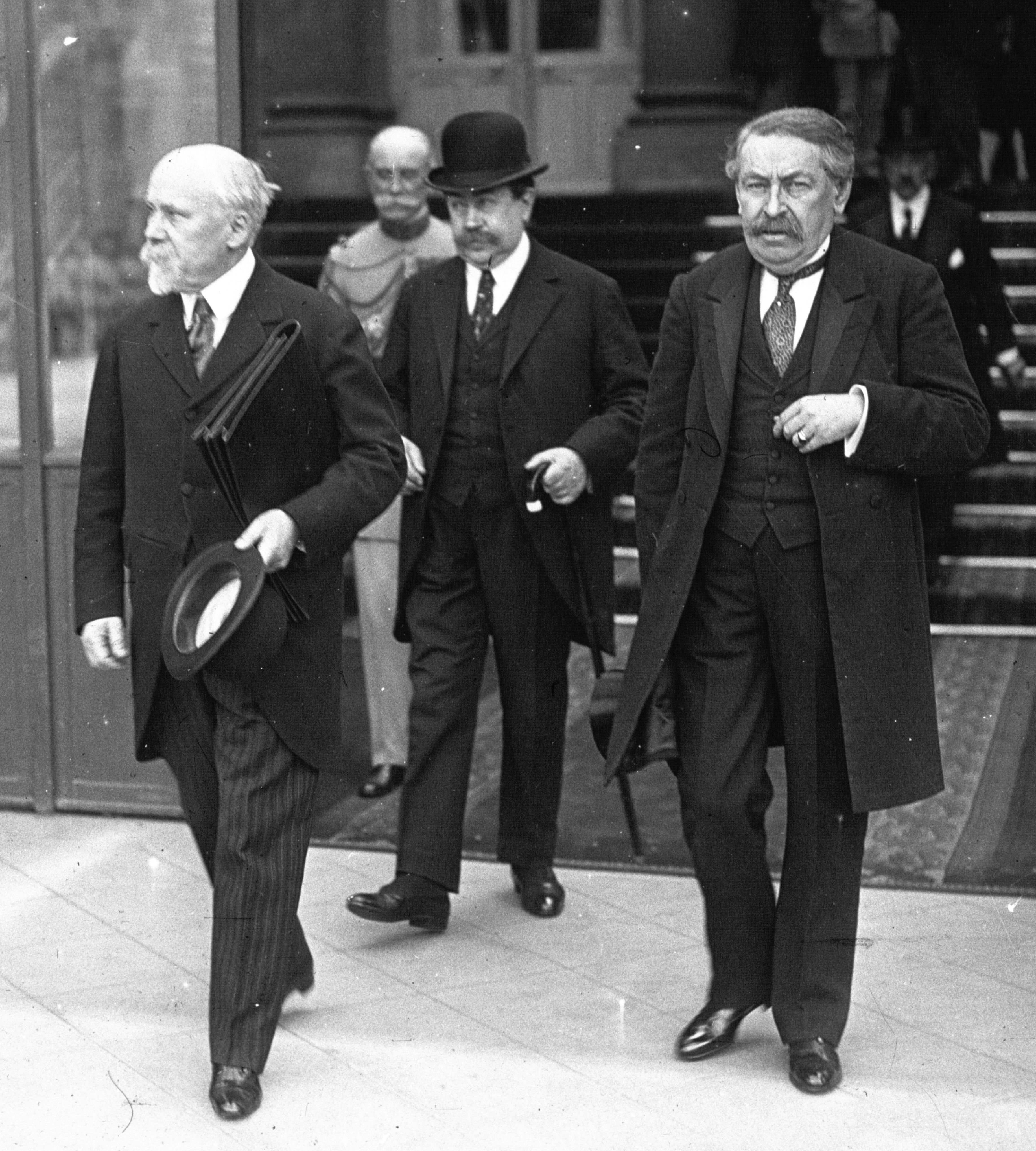
Poincaré mit seinem Außenminister Aristide Briand (rechts)

Die Außenpolitik wurde in Poincarés Regierung von Aristide Briand geführt, der die Entspannungspolitik gegenüber Deutschland fortsetzte. Poincaré legte ihm keine Steine in den Weg, behielt sich aber ein Mitsprachrecht vor. Im Laufe der Zeit gelangte er aber zunehmend zu der Überzeugung, seine Politik der harten Hand gegenüber Deutschland nicht fortzuführen. In einem Interview mit dem Vorwärts äußerte er sich z. B. 1928 zu einer eventuellen neuen Ruhrbesetzung:

„Niemals! Wurde einmal geräumt, würde eine neue Besetzung heute bedeuten, dass man die Lunte an das Pulverfass legt […] Eine deutsche Linksregierung könnte zehn mal mehr von mir erwarten als eine Rechtsregierung.“

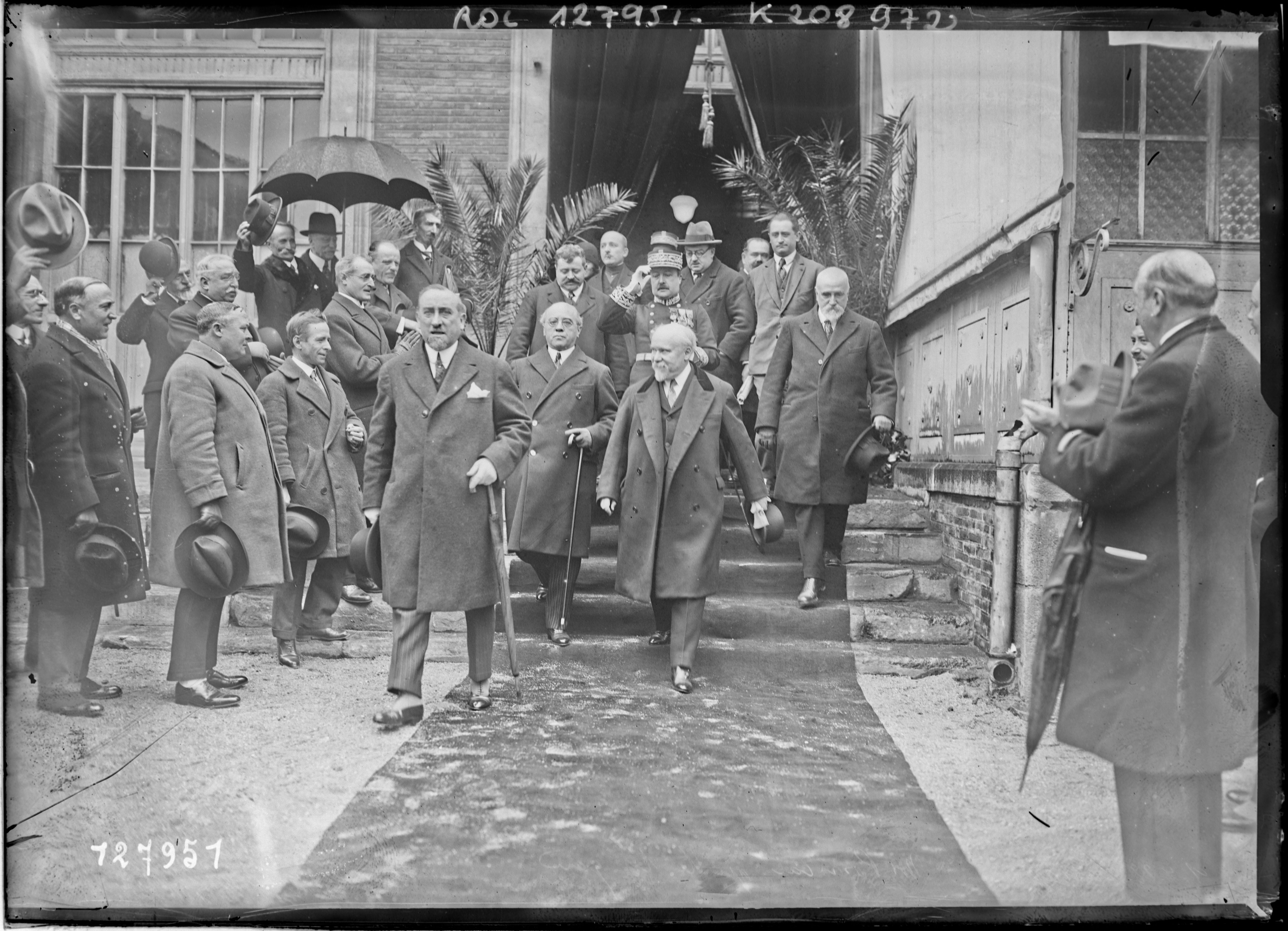
Poincaré kommt am Bahnhof von Carcassonne an (1. April 1928).

Im April 1928 sprach sich Poincaré in einer Rede in Carcassonne für eine Vertiefung der Beziehungen zu Deutschland aus, die von einer „Annäherung der Geister“ zu einer „Annäherung der Herzen“ führen sollte. Dies ließe sich dadurch erreichen, dass die deutschen Reparationen und Frankreichs interalliierte Kriegsschulden „mobilisiert“ werden sollten. Das heißt, sie sollten in Anleihen verwandelt und gestückelt auf dem Kapitalmarkt verkauft werden. Aus dieser Idee wurde 1929 der Young-Plan, der eine erste solche Mobilisierungsanleihe vorsah.
Im Jahr 1929 trat Poincaré aus gesundheitlichen Gründen zurück. Er starb 1934 in Paris und wurde in Nubécourt in seinem heimatlichen Département bestattet.

## Veröffentlichungen (Auswahl)
- Wie der Weltkrieg entstand. Deutsche Verlagsgesellschaft für Politik und Geschichte, Berlin 1922 (staatsbibliothek-berlin.de).